# Agnieszka Czopek
Agnieszka Ewa Czopek-Sadowska (Krzeszowice, 9 gennaio 1964) è un'ex nuotatrice polacca.

## Carriera
Specializzata nei misti, all'apice della carriera vinse la medaglia di bronzo sulla distanza dei 400m alle Olimpiadi di Mosca 1980.

## Palmarès
- Giochi olimpici

Mosca 1980: bronzo nei 400m misti.
- Europei

Spalato 1981: bronzo nei 200m farfalla e nei 400m misti.